# 山陰海岸国立公園
山陰海岸国立公園（さんいんかいがんこくりつこうえん）は、京都府の丹後の網野海岸から兵庫県の但馬御火浦を経て鳥取県の東部の鳥取砂丘までの日本海に面する75kmの海岸線を中心とする日本の国立公園である。当公園を中核とするエリアが世界ジオパーク「山陰海岸ジオパーク」に認定されている。

## 沿革
- 1955年（昭和30年）6月20日 - 山陰海岸国定公園に指定。
- 1963年（昭和38年）7月15日 - 山陰海岸国立公園に指定。
- 1990年（平成2年）4月6日 - 公園区域及び公園計画の全般的な見直し。
- 1996年（平成8年）12月25日 - 公園区域及び公園計画の変更。

## 関係市町村
- 京都府 - 京丹後市
- 兵庫県 - 豊岡市、香美町、新温泉町
- 鳥取県 - 鳥取市、岩美町

## 面積
- 面積 - 8,784ha（海岸線約75km） 
  - 京都府 - 1,206ha（海岸線約12km）
  - 兵庫県 - 6,061ha（海岸線約50km）
  - 鳥取県 - 1,517ha（海岸線約13km）

## 見所
鳥取県
- 鳥取砂丘（日本最大の砂丘、国の天然記念物）
- 浦富海岸（国の名勝、日本の白砂青松100選、日本の渚100選） - 千貫松島、菜種島、菜種五島、千貫松島、竜神洞、観音浦、西蓬莱島、太郎兵衛島、鴨ヶ磯海岸、黒島、白粉の断崖、水尻洞門、駱駝島、石垣島、岩燕洞門

兵庫県
- 但馬海岸
  - 居組海岸 - 汐吹崎、居組県民サンビーチ、日本洞門、亀山洞門、居組白島
  - 諸寄海岸 - 諸寄東ノ洞門、諸寄西ノ洞門、高さ180mの千賊断崖、諸寄海水浴場など
  - 浜坂海岸 - 大振島、東の洞門、矢城ヶ鼻、浜坂県民サンビーチ（日本の白砂青松100選）
  - 但馬御火浦（国の名勝及び天然記念物） - 鬼門崎、龍宮洞門、通天洞門、三尾ノ松島・三尾大島（玄武岩柱状節理の島）、十字洞門、下荒洞門 、鋸岬、旭洞門、釣鐘洞門（世界最大の洞門）、伊笹岬
  - 香住海岸（国の名勝） - 鎧の袖（国の天然記念物。200mにわたる高さ65mの柱状節理の海蝕断崖）、兄弟赤島、但馬松島、香住浜、白石島、黒島
    - 佐津海岸 - 今子浦、臼ヶ浦島、安木浜

  - 竹野海岸 - 浜須井、宇日流紋岩の流理、淀の洞門、切浜、はさかり岩、弁天浜、猫崎、竹野浜（日本の渚100選）、冠島
  - 日和山海岸 - 後ヶ島
  - 津居山海岸 - 気比の浜
- 玄武洞公園（国の天然記念物） - 玄武洞、青龍洞、白虎洞、南朱雀洞、北朱雀洞

京都府
- 浜詰海岸（別名「夕日ヶ浦」、日本の夕陽百選）
- 丹後砂丘

### ビジターセンター
利用者数は2008年（平成20年）。
| センター名                               | 設置者 | 所在地                       | 利用者数（人） |
| ---------------------------------------- | ------ | ---------------------------- | -------------- |
| 竹野スノーケルセンター・ビジターセンター | 環境省 | 兵庫県豊岡市竹野町切濱1218   | 11,077         |
| 鳥取県立山陰海岸学習館                   | 鳥取県 | 鳥取県岩美郡岩美町牧谷1794-4 | 9,512          |

## 域内および隣接する温泉地
- 城崎温泉
- 湯村温泉
- 浜坂温泉郷（七釜温泉・二日市温泉・浜坂温泉）
- 香住温泉
- 竹野温泉
- 岩井温泉
- 夕日ヶ浦温泉郷（夕日ヶ浦温泉・浜詰温泉）

## 画像

### 山陰海岸国立公園の風景

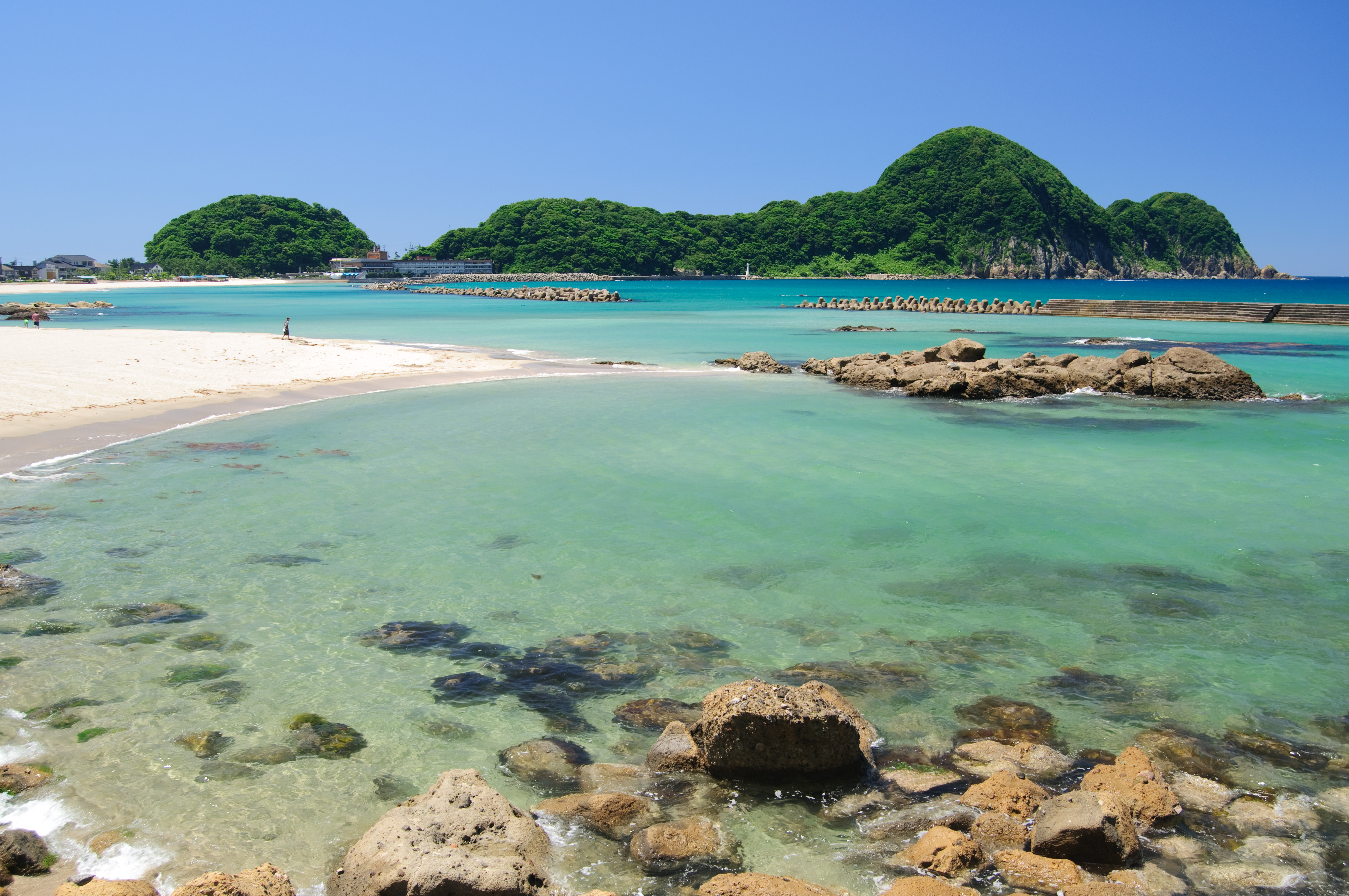
竹野海岸、猫崎と竹野浜
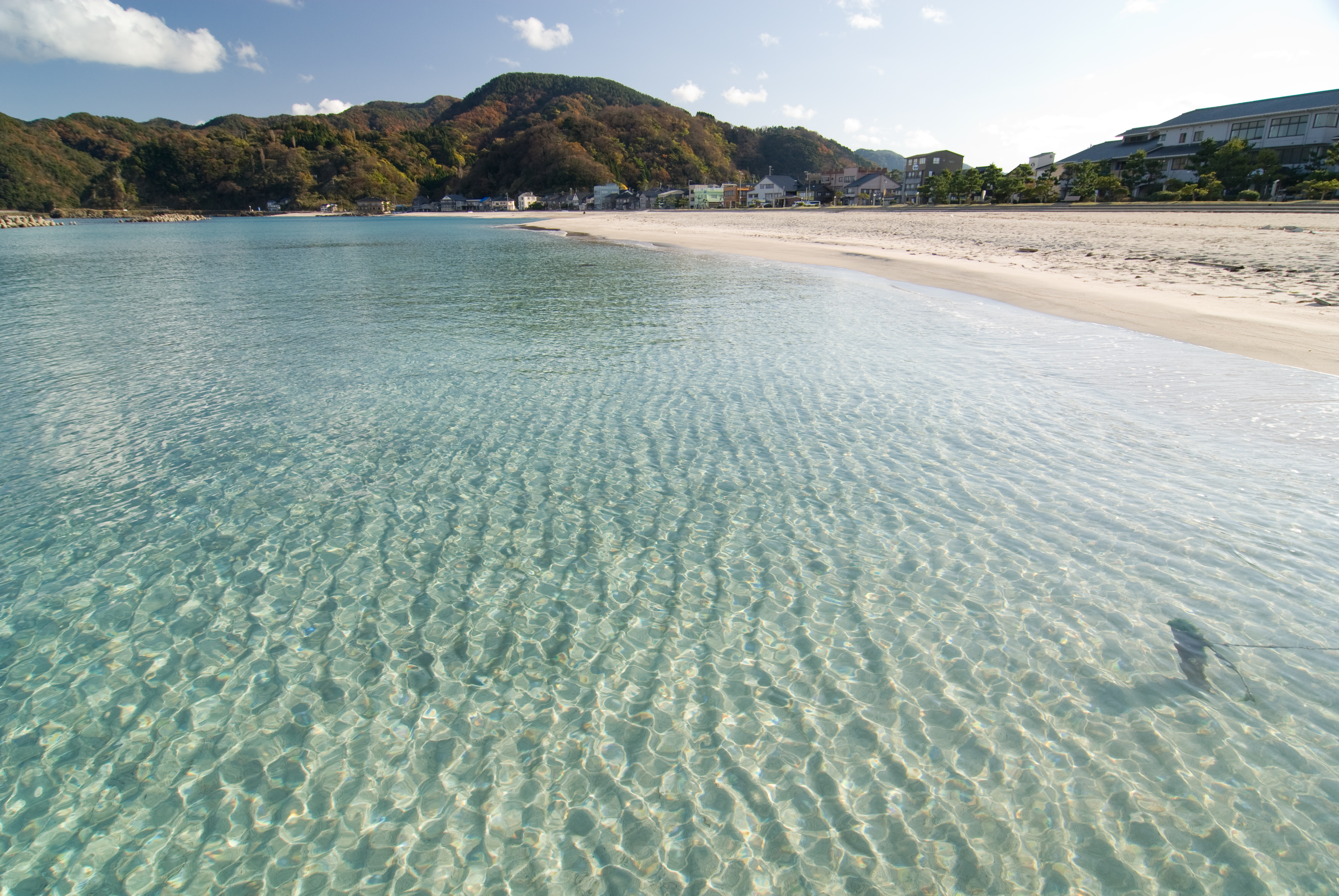
竹野海岸 竹野浜
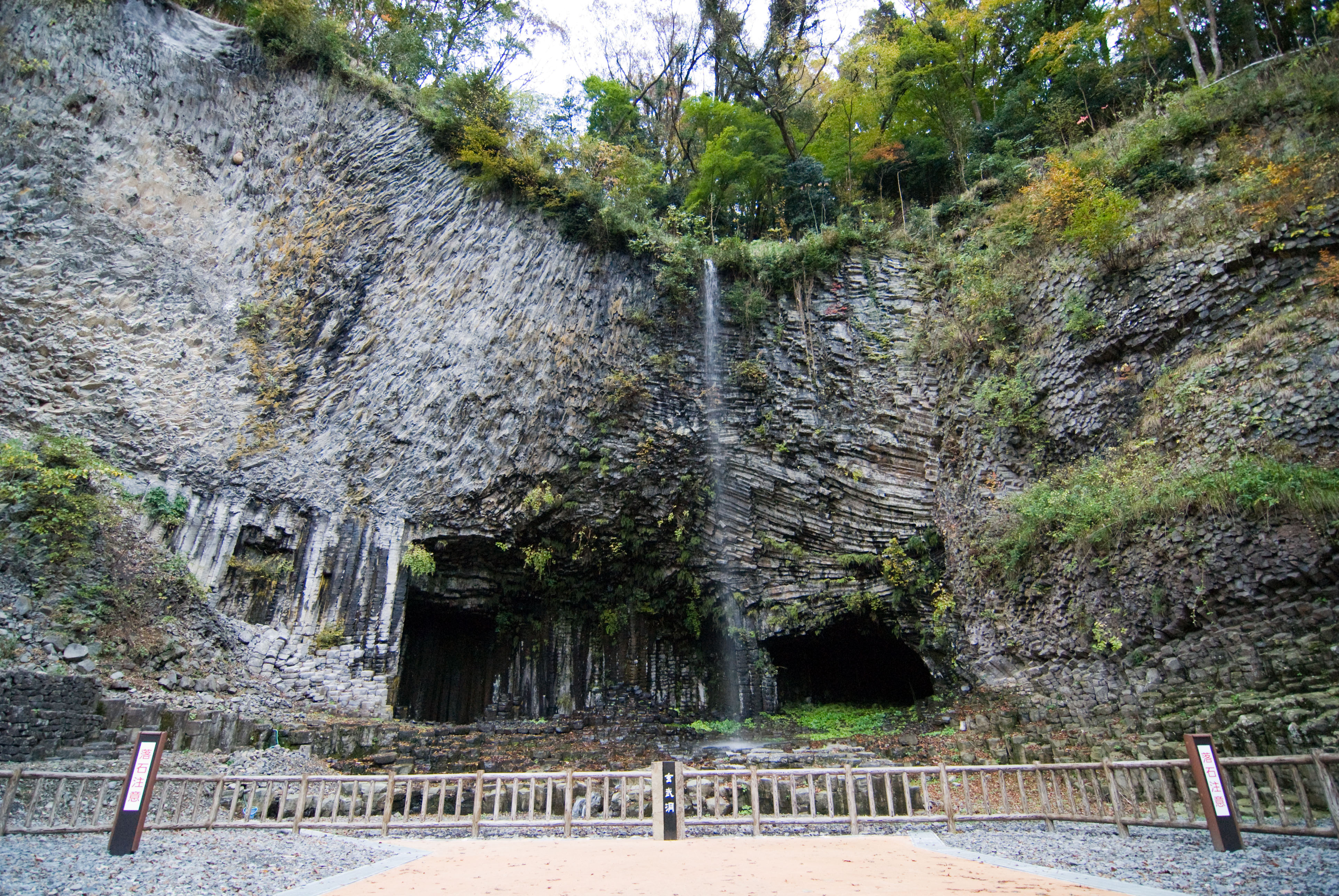
玄武洞
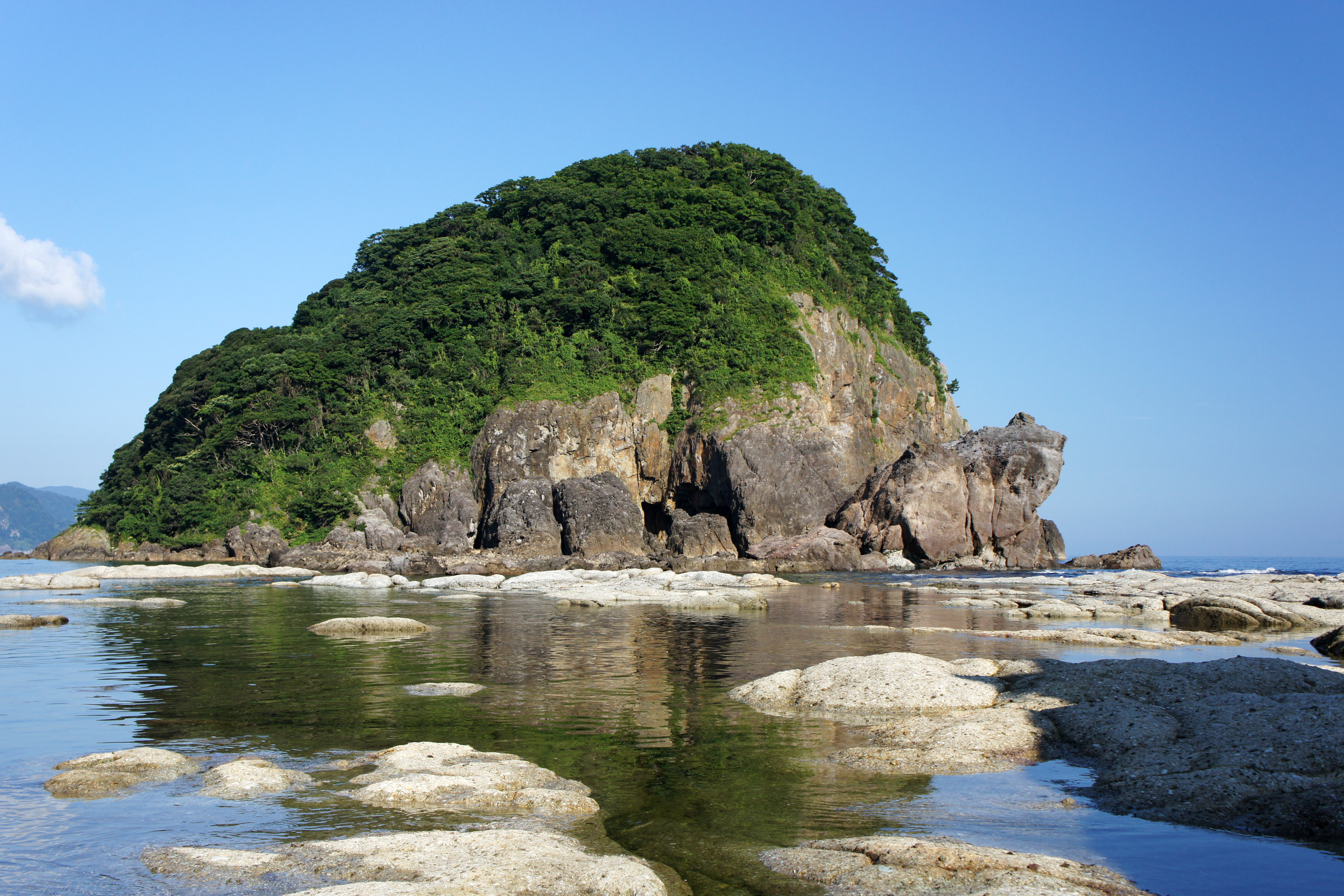
香住海岸 今子浦黒島と蛙島
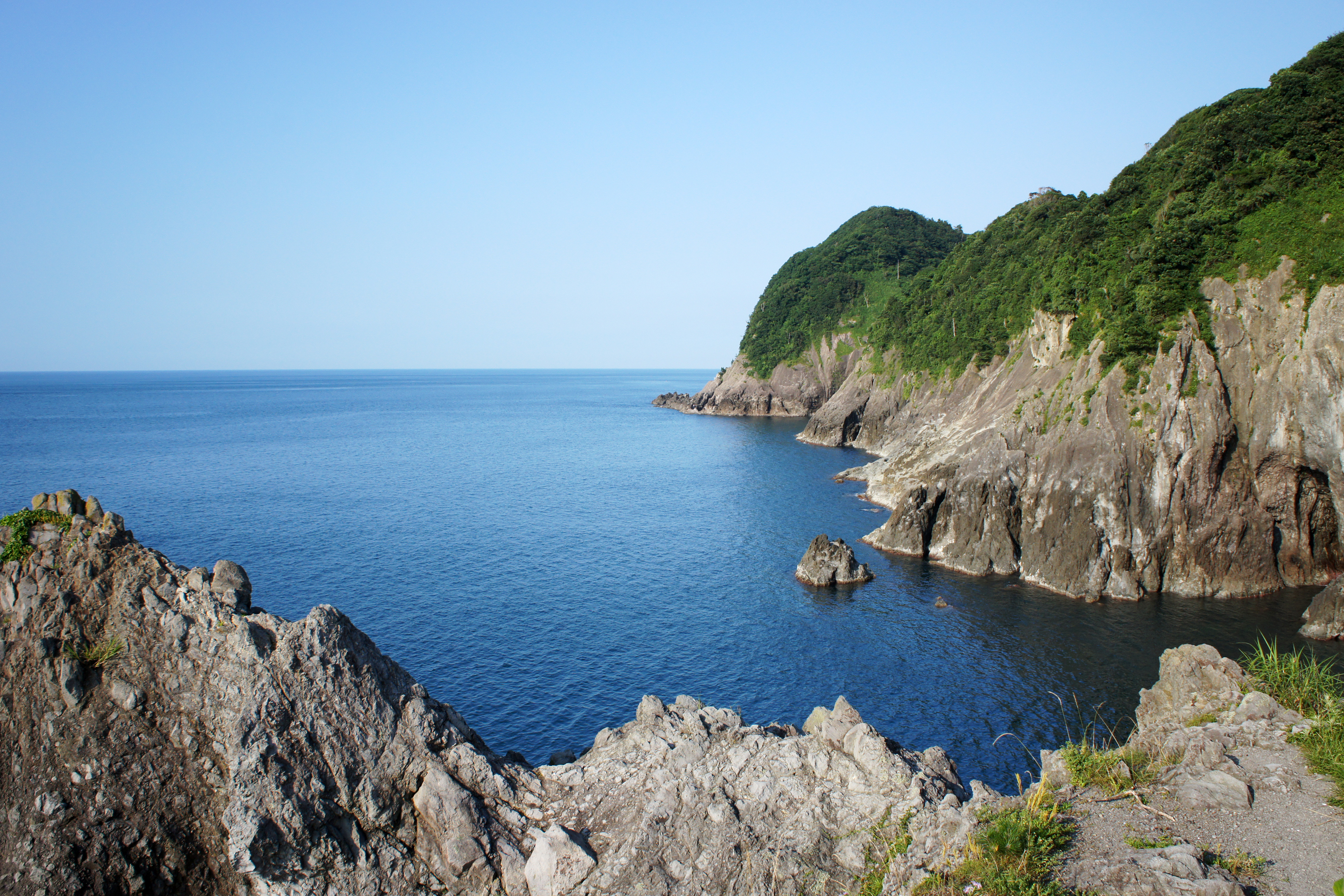
香住海岸 大引きの鼻
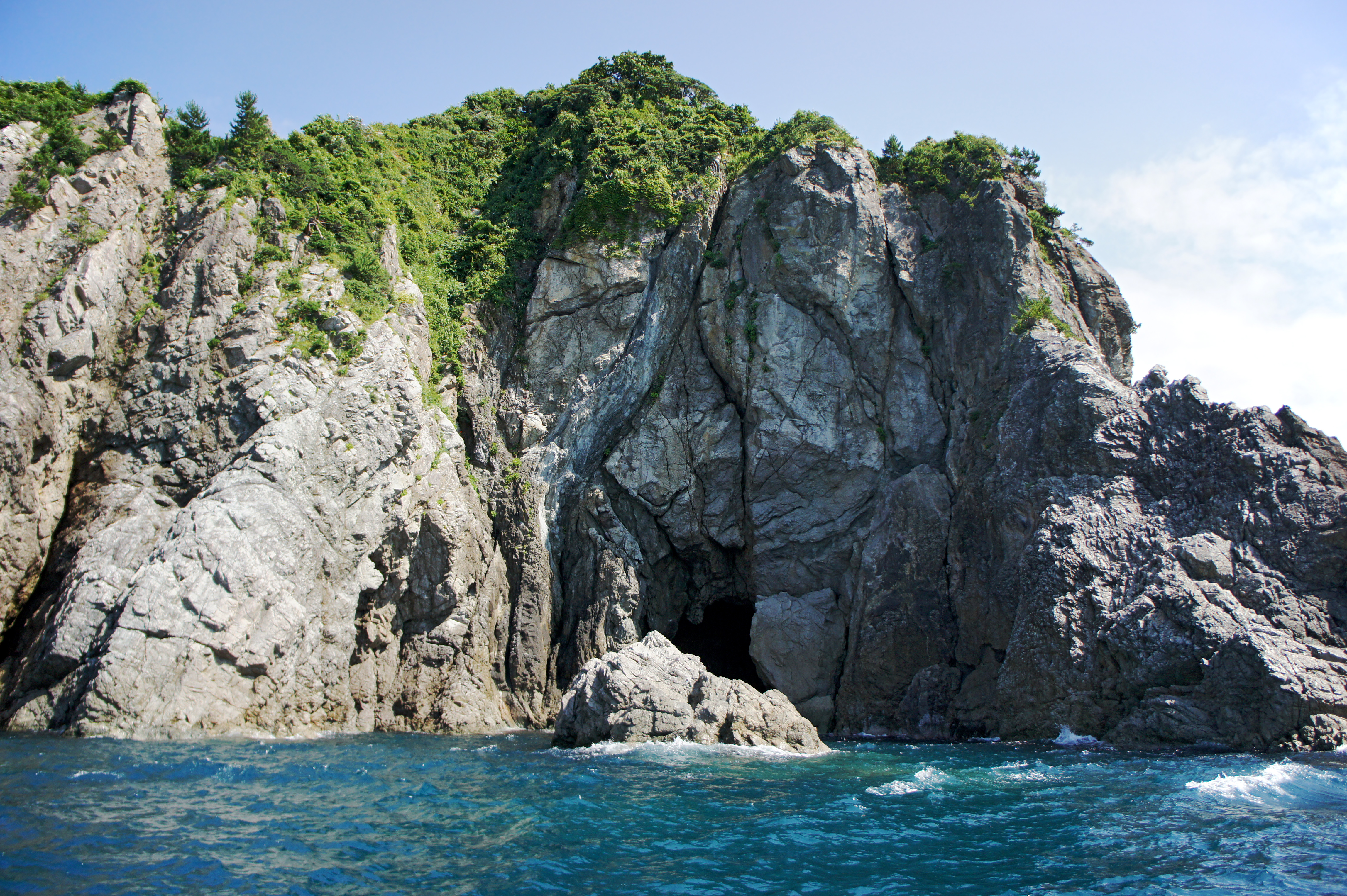
但馬御火浦 龍宮洞門
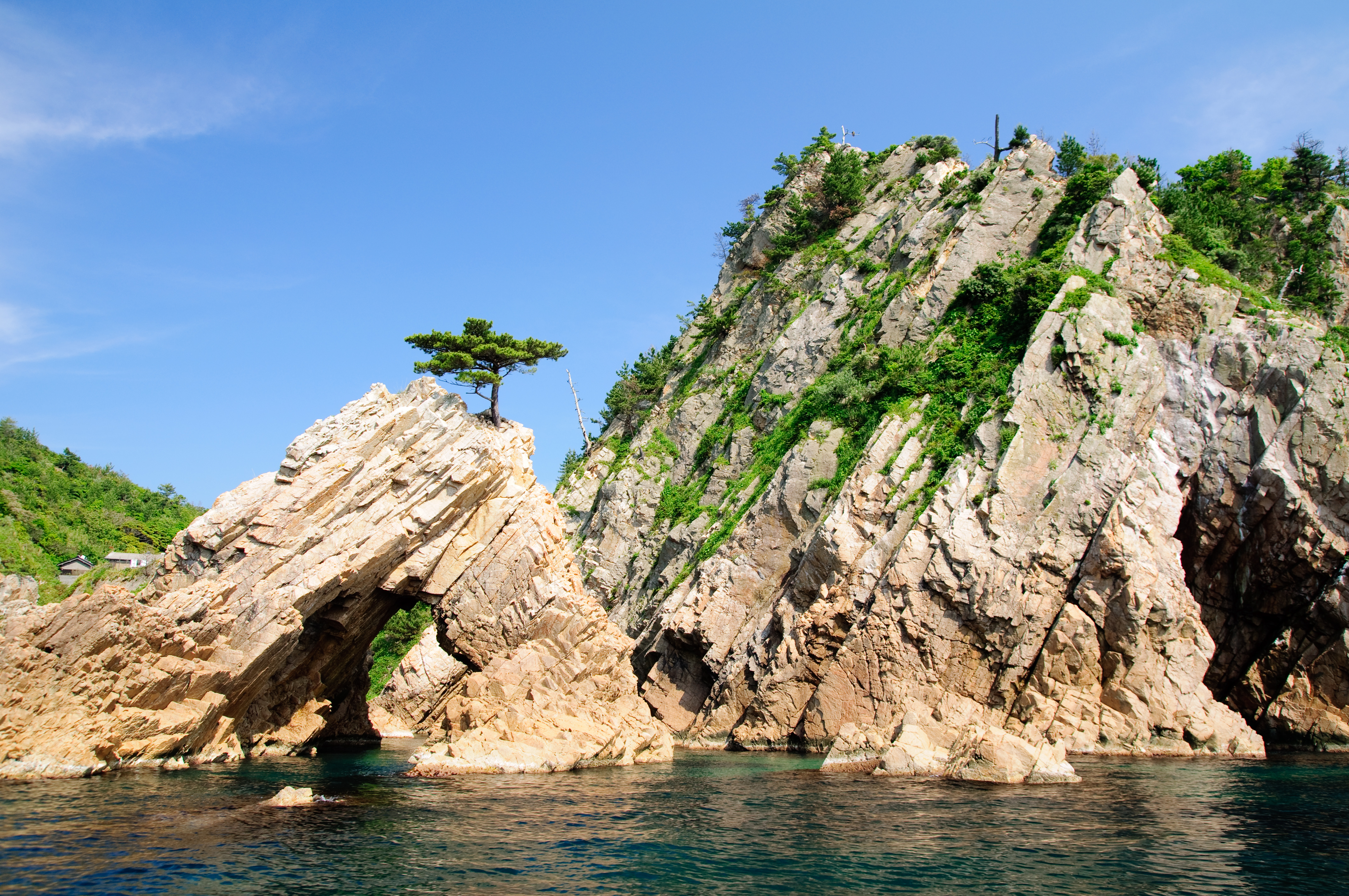
浦富海岸 千貫松島
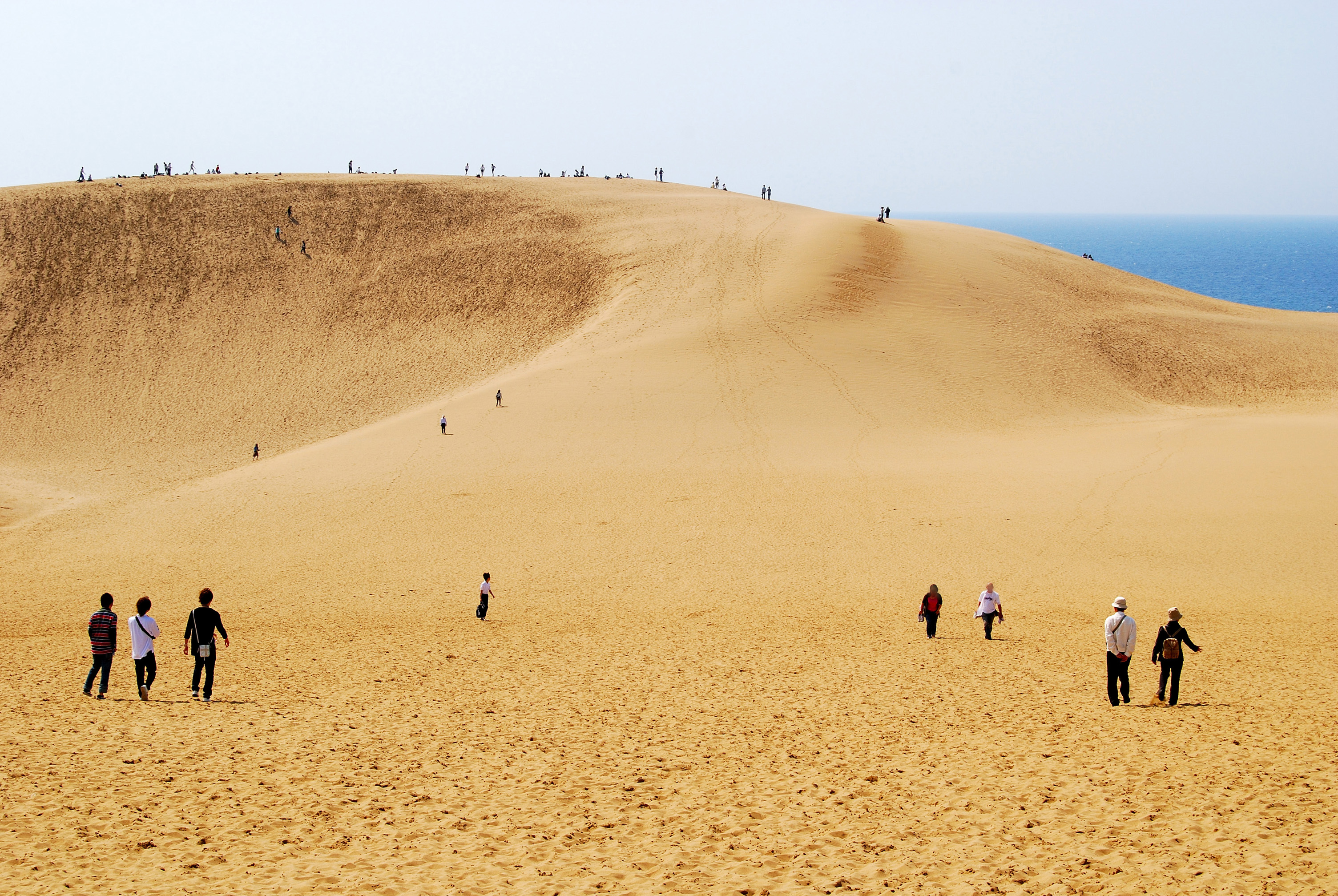
鳥取砂丘